# Niegosławice (województwo lubuskie)
Niegosławice (tuż po wojnie Walcerzewice, niem. Waltersdorf) – wieś w Polsce, położona w województwie lubuskim, w powiecie żagańskim, w gminie Niegosławice. Siedziba gminy Niegosławice. 
W latach 1954–1972 wieś należała i była siedzibą władz gromady Niegosławice. W latach 1975–1998 wieś administracyjnie należała do województwa zielonogórskiego.
| SIMC    | Nazwa               | Rodzaj     |
| ------- | ------------------- | ---------- |
| 0911977 | Dworcowy Przysiółek | przysiółek |

## Zabytki
Do wojewódzkiego rejestru zabytków wpisane są:
- brama na cmentarz kościelny, z XVI wieku, gotycka  z ostrołukowym przejściem, (do muru przylega dawna kostnica z XVIII w.)[9];
- plebania, z XVIII wieku.

Na terenie Niegosławic znajduje się parafia pw. św. Anny. Wczesnogotycki kościół św. Anny z II poł. XIII w. przebudowany w XVI w. Wewnątrz zachowały się ślady polichromii z ok. 1300, wyposażenie wnętrza barokowe.

## Znane osoby związane ze wsią
- Günter Blobel, urodził się 21 maja 1936 roku we wsi, profesor biochemii laureat Nagroda Nobla z 1999 r. w dziedzinie medycyny za odkrycie sygnałów w proteinach sterujących ich transportem i lokalizacją w komórkach.
- Karl Blobel, brat Güntera, urodził się 9 sierpnia 1934 roku we wsi Niegosławice, zmarł 15 grudnia 2012 roku w Ahrensburgu koło Hamburga, lekarz weterynarii i specjalista chorób koni, przez ponad 30 lat lekarz reprezentacji Niemiec we Wszechstronnym Konkursie Konia Wierzchowego (WKKW), opiekował się niemiecką ekipą zawodników WKKW podczas kilku kolejnych olimpiad.